# Pétanque-Europacup
Der Eurocup wird in der Boule-Spiel-Sportart Pétanque von der Confédération Européenne de Pétanque (CEP) seit 1997 veranstaltet. Für die Europameisterschaft sind die Landesmeister der CEP sowie der Titelverteidiger teilnahmeberechtigt. Der Deutsche Mannschaftsmeister wurde bis 2006 durch die Deutsche Mannschaftsmeisterschaft des Deutschen Pétanque Verbands ermittelt, ab 2007 qualifiziert sich der Meister der neugegründeten Pétanque-Bundesliga (DPB).

## Regeln
Es werden zunächst 2 Triplette gespielt, von denen mindestens eins ein Mixte sein muss. Dann folgen 3 Doublette, dann wiederum 2 Triplette jeweils mit Mixte-Zwang. Es finden also 7 Spiele statt. Um zu gewinnen, müssen also vier Spiele gewonnen werden.
Es kann in jedem Doublette oder Triplette jeweils einmal ausgewechselt werden, wobei die Mixte-Formation erhalten bleiben muss. Ansonsten gelten die Pétanque-Regeln.
In Vorrunden qualifizieren sich die Teilnehmer für die Endrunde mit vier Mannschaften. Dies wird als Poule gespielt. Das heißt, zunächst spielen jeweils zwei Mannschaften gegeneinander, danach die Gewinner- und die Verlierer-Mannschaften. Der Verlierer des Gewinner-Spiels und der Gewinner des Verliererspiels spielen gegeneinander eine so genannte Barrage. Der Verlier der Barrage belegt den 3. Platz. Die beiden Mannschaften mit zwei Siegen (Gewinner Gewinnerspiel, Gewinner Barrage) bestreiten das Finale.
Ab dem Jahr 2014 werden die acht Teilnehmer der Finalrunde in vier Vorrundengruppen ermittelt.
Aus zwei Zwischenrundengruppen qualifizieren sich die beiden besten Teams der Gruppe für die Halbfinals.
In einem Endspiel der beiden Gewinner wird der Europacup-Sieger ermittelt.

## Erfolge
Aus Deutschland belegten Düsseldorf sur place (1999 und 2021), der 1. PC Viernheim (2001 und 2007) und der BC Tromm (2014) dritte Plätze, Odin Hannover erreichte 2004 die Runde der letzten vier.
Erfolgreichster Club ist der D.U.C. Nice, der den EuroCup 4× gewann, zweimal Zweiter und einmal Dritter wurde.

## Alle Finale
Im Jahr 2020 fand infolge der Covid-19-Pandemie kein Wettbewerb statt.
| Jahr      | Final Four                | Sieger                        | Platz 2                        | Platz 3                                      | Teiln. |
| --------- | ------------------------- | ----------------------------- | ------------------------------ | -------------------------------------------- | ------ |
| 1997 1998 | Kopenhagen                | Nobel Pétanque Malmö          | Hvidovre Petanque Klub         | Helsinki Boule Gravesend R.F.C.              | 5      |
| 1999      | Genf                      | La Pétanque Génevoise         | Lindome BK                     | Düsseldorf sur place Odense Petanque Klub    | 6      |
| 2000      | Genf                      | PC Elite Bruxelles            | La Pétanque Génevoise          | BK Rövarekulan                               | 8      |
| 2001      | Brüssel                   | Groupe Nicollin Montpellier   | PC Elite Bruxelles             | 1. PC Viernheim                              | 10     |
| 2002      | Montpellier               | Groupe Nicollin Montpellier   | S.B. Valle Maira Dronero       | La Pétanque Génevoise                        | 13     |
| 2003      | Montpellier               | Groupe Nicollin Montpellier   | Marais Montluçon               | PC Joli-Bois Bruxelles                       | 11     |
| 2004      | Rastatt                   | D.U.C. Nice                   | PC Auderghem St-Anne Bruxelles | S.B. Valle Maira Dronero                     | 15     |
| 2005      | Nizza                     | Star Masters Barbizon-Paris   | D.U.C. Nice                    | PC Joli-Bois Bruxelles                       | 16     |
| 2006      | Lons-le-Saunier           | Joli-Bois Brüssel             | Star Masters Barbizon-Paris    | D.U.C. de Nice                               | 16     |
| 2007      | Rastatt                   | Anpi Molassana-Casellese      | PC Auderghem St. Anne Bruessel | 1.PC Viernheim                               | 17     |
| 2008      | Genua                     | D.U.C. Nice                   | PC Auderghem St. Anne Bruessel | Coccinelle PC Malmö                          | 20     |
| 2009      | Nizza                     | D.U.C. Nice                   | Marais Montluçon               | Bocciofila Valle Maira                       | 17     |
| 2010      | Nizza                     | D.U.C. Nice                   | CMO Bassens                    | Club Bouliste Monégasque                     | 22     |
| 2011      | Belvaux                   | Club Bouliste Monégasque      | D.U.C. Nice                    | Joli-Bois Brüssel                            | 21     |
| 2012      | Rastatt                   | La Ronde Pétanque Metz        | BC Bocciofila Taggese          | Joli-Bois Brüssel                            | 22     |
| 2013      | Nieuwegein                | La Ronde Pétanque Metz        | BC Bocciofila Taggese          | CdP Les Cailloux                             | 22     |
| 2014      | Belvaux-Metzerlach        | BC Bocciofila Taggese         | Bouliste Monégasque            | Bouleclub Tromm La Ronde Pétanque Metz       | 23     |
| 2015      | Belvaux-Metzerlach        | BC Bocciofila Taggese         | La Ronde Pétanque Metz         | Riganelli-Esch Bouliste Monégasque           | 25     |
| 2016      | Boras                     | PC Pachy                      | La Ronde Pétanque Metz         | Boule Hedebo/KIF Léman Pétanque              | 25     |
| 2017      | Gersweiler                | ABC Draguignan                | Bouliste Monégasque            | PC Pachy S.B. Luigi Biarese                  | 25     |
| 2018      | Saint-Yrieix-sur-Charente | CASE Nice                     | PC Pachy                       | Léman Pétanque San Giacomo                   | 28     |
| 2019      | Saint-Yrieix-sur-Charente | Canuts de Lyon                | Bouliste Monégasque            | BP Riganeli A.S. Bocciofila Valle Maira      | 16     |
| 2021      | Saint-Yrieix-sur-Charente | Fréjus International Pétanque | Bouliste Monégasque            | Düsseldorf sur place ASD Circolo San Giacomo | 25     |
| 2022      | Saint-Yrieix-sur-Charente | Pétanque Arlancoise           | Club Bouliste Monégasque       | LP Genf PC 't Dupke                          | 26     |
| 2023      | Saint-Yrieix-sur-Charente | CP Bron Terraillon            | PC 't Dupke                    | Meyrin Pétanque Club Bouliste Monégasque     | 25     |

## Eurocup Teams
Insgesamt nahmen bisher 65 verschiedene Teams am EuroCup teil (Stand 10. Oktober 2007).

## Nationenwertung
Der EuroCup wird von den französischen, belgischen und italienischen Clubs dominiert.
| Nation                 | Plätze | Plätze | Plätze |
|                        | 1      | 2      | 3      |
| ---------------------- | ------ | ------ | ------ |
| Frankreich             | 16     | 8      | 2      |
| Belgien                | 3      | 5      | 5      |
| Italien                | 3      | 3      | 6      |
| Monaco                 | 1      | 5      | 3      |
| Schweiz                | 1      | 1      | 5      |
| Schweden               | 1      | 1      | 2      |
| Niederlande            | 0      | 1      | 3      |
| Dänemark               | 0      | 1      | 2      |
| Deutschland            | 0      | 0      | 5      |
| Finnland               | 0      | 0      | 1      |
| Vereinigtes Königreich | 0      | 0      | 1      |
| Luxemburg              | 0      | 0      | 1      |